# Thảm họa sân bay Tenerife
Thảm họa sân bay Tenerife xảy ra vào ngày 27 tháng 3 năm 1977, khi 2 máy bay chở khách Boeing 747 đâm vào nhau trên đường băng của sân bay Los Rodeos (nay là sân bay Tenerife Norte) trên hòn đảo Tenerife, một đảo trong quần đảo Canaria của Tây Ban Nha. Với tổng số 583 người tử vong, đây là vụ tai nạn thảm khốc nhất trong lịch sử ngành hàng không.
Một vụ nổ bom tại sân bay Gran Canaria và mối đe dọa có vụ nổ thứ 2 khiến nhiều máy bay bay đến đây bị chuyển hướng sang sân bay Los Rodeos. Trong số đó có chuyến bay 4805 của KLM và chuyến bay 1736 của Pan Am – 2 chiếc máy bay trong vụ tai nạn. Vì sức chứa sân bay Los Rodeos có hạn, các kiểm soát viên không lưu đã buộc phải yêu cầu các máy bay đậu trên đường lăn chính. Một yếu tố khác làm phức tạp thêm tình hình, trong khi chờ đợi nhà chức trách mở cửa lại sân bay Gran Canaria, sương mù dày đặc xuất hiện tại Tenerife, hạn chế đáng kể tầm nhìn.
Khi sân bay Gran Canaria mở cửa lại, vì đường lăn chính đã bị chặn bởi nhiều máy bay, để cất cánh được, cả 2 chiếc 747 đều phải chạy lăn trên đường băng duy nhất để tiến vào vị trí cất cánh. Màn sương mù quá dày đặc khiến cả 2 chiếc máy bay đều không thể nhìn thấy nhau, và cả kiểm soát viên không lưu cũng không thể nhìn thấy đường băng lẫn 2 chiếc 747. Vì sân bay không có hệ thống radar mặt đất, cách duy nhất để kiểm soát viên xác định vị trí của mỗi chiếc máy bay là thông qua báo cáo qua sóng radio từ buồng lái của 2 chiếc máy bay. Bởi một vài hiểu lầm trong giao tiếp sau đó, chuyến bay KLM đã chạy đà để cất cánh trong khi chuyến bay Pan Am vẫn còn trên đường băng. Vụ va chạm sau đó đã phá hủy hoàn toàn 2 chiếc máy bay, làm thiệt mạng 248 người trên chuyến bay KLM và 335 trong số 395 người trên chuyến bay Pan Am. Trong số 61 người sống sót trên chuyến bay Pan Am có cơ trưởng, cơ phó và kỹ sư bay của chuyến bay.
Vì tai nạn xảy ra trên lãnh thổ Tây Ban Nha, chính quyền nước này có trách nhiệm điều tra nguyên nhân của nó. Các nhà điều tra Hà Lan và Hoa Kỳ cũng tham gia. Cuộc điều tra cho thấy nguyên nhân chính của tai nạn là do cơ trưởng chuyến bay KLM đã cất cánh trước khi có sự cho phép từ đài kiểm soát không lưu (ATC). Tuy nhiên, điều tra chỉ rõ rằng cơ trưởng chuyến bay không cố ý bay trước khi được phép cất cánh; mà là ông này hoàn toàn tin tưởng rằng ông đã được cho phép cất cánh vì có sự hiểu lầm giữa các phi công và đài không lưu. Các nhà điều tra Hà Lan nhấn mạnh điều này, hơn các đồng nghiệp người Mỹ và người Tây Ban Nha, nhưng KLM cũng thừa nhận rằng họ chịu trách nhiệm vụ tai nạn, và hãng hàng không đã bồi thường tài chính cho các nạn nhân.
Vụ tai nạn gây ảnh hưởng lâu dài đối với ngành hàng không, đặc biệt là trong lĩnh vực truyền thông. Các cơ quan hàng không trên thế giới đã yêu cầu bắt buộc sử dụng từ ngữ tiêu chuẩn trong giao tiếp giữa đài kiểm soát không lưu và các phi công, giảm thiểu khả năng hiểu lầm. Trong số các thay đổi, từ "takeoff" (cất cánh) không còn được sử dụng thông thường nữa, mà chỉ được sử dụng bởi đài không lưu khi lệnh cất cánh chính thức được ban hành hoặc khi ngăn cản máy bay cất cánh. Các phi công ít kinh nghiệm được khuyến khích hỏi lại cơ trưởng của họ khi cảm thấy có điều gì đó không đúng, và các cơ trưởng phải lắng nghe các nhân viên bay để đưa ra quyết định chung.

## Thảm họa

### Chuyển hướng các máy bay sang Los Rodeos
Lịch trình cả 2 chuyến bay đều bình thường cho đến khi tiếp cận quần đảo. Vào 1:15 chiều, một quả bom do Fuerzas Armadas Guanches – lãnh đạo nhóm khủng bố theo chủ nghĩa ly khai – cài đặt đã phát nổ tại sân bay quốc tế Gran Canaria, khiến một người bị thương. Một cuộc gọi đến sân bay cảnh báo về quả bom, và sau đó ít lâu là một cuộc điện thoại khác cảnh báo về quả bom thứ hai tại sân bay. Các cơ quan hàng không đã đóng cửa sân bay tạm thời sau khi quả bom phát nổ và chuyển hướng toàn bộ các chuyến bay đến sang Los Rodeos, bao gồm hai máy bay Boeing 747 trong vụ tai nạn.
Tổng cộng ít nhất 5 máy bay lớn đã được chuyển hướng đáp xuống Los Rodeos, chỉ là một sân bay vùng không thể đáp ứng mật độ máy bay lớn như vậy. Sân bay chỉ có duy nhất một đường băng và một đường lăn chính chạy song song với nó, cũng như nhiều đường lăn nhỏ nối đường lăn chính với đường băng. Trong khi chờ đợi sân bay Gran Canaria mở cửa lại, những chiếc máy bay bị chuyển hướng bắt buộc phải đậu trên cả đường lăn chính vì chúng chiếm quá nhiều chỗ, khiến cho không thể sử dụng đường lăn này để điều dẫn máy bay. Thay vào đó, các máy bay cất cánh phải chạy trên đường băng và quay đầu để cất cánh, quá trình này gọi là "backtrack".
Sau khi mối đe dọa tại sân bay Gran Canaria đã được xử lý, cơ quan hàng không mở cửa lại sân bay này. Vào thời điểm này, chuyến bay Pan Am đã sẵn sàng để cất cánh từ Tenerife, nhưng máy bay KLM và phương tiện tiếp nhiên liệu chuyên dụng đã chắn đường vào đường băng. Máy bay Pan Am đã không thể xoay xở vượt qua được máy bay KLM đang tiếp nhiên liệu chỉ vì thiếu 12 ft (3,7 m). Cơ trưởng Veldhuyzen van Zanten đã quyết định bơm đầy nhiên liệu tại Los Rodeos thay vì Las Palmas, rõ ràng để tiết kiệm thời gian. Việc bơm nhiên liệu tiêu tốn 35 phút. Sau đó, các hành khách được yêu cầu quay lại máy bay, tuy nhiên một gia đình 4 người không lên máy bay khiến việc tìm kiếm họ càng trì hoãn chuyến bay hơn nữa.

### Chạy lăn và chuẩn bị cất cánh
Theo chỉ dẫn từ đài kiểm soát không lưu, máy bay KLM phải chạy trên cả đoạn đường băng 30 và quay đầu 180° để vào vị trí cất cánh. Khi KLM 4805 đang chạy trên đường băng 30, đài không lưu yêu cầu phi hành đoàn báo cáo thời điểm sẵn sàng để nhận lệnh cất cánh, việc này bị trì hoãn cho đến khi chiếc máy bay đã ở vị trí cất cánh trên đường băng 30.
Vài phút sau, Pan Am 1736 cũng được hướng dẫn chạy ngược về đầu kia của đường băng, theo sau máy bay KLM, và thoát khỏi đường băng bằng cách rẽ vào lối thoát thứ ba bên tay trái và sau đó lăn tiếp trên đường lăn chính song song. Ban đầu, các phi công không rõ kiểm soát viên yêu cầu họ rẽ vào đường thoát thứ nhất hay thứ ba. Các nhân viên tổ bay nhận được câu trả lời rõ ràng rằng: "Đường thứ ba, thưa ngài; một, hai, ba; ba, đường thứ ba". Các phi công bắt đầu lăn máy bay và dùng lược đồ sân bay, họ tiến hành xác định các đường lăn không được đánh dấu.
Họ xác định được hai đường lăn phụ đầu tiên (C-1 và C-2), nhưng cuộc thảo luận của họ trong buồng lái không cho thấy họ đã tìm ra đường thứ ba (C-3) mà họ đã được yêu cầu rẽ vào. Sân bay không được trang bị cột mốc đánh dấu các lối rẽ thoát và tại thời điểm đó các phi công không có được tầm nhìn tốt. Tổ bay Pan Am đã không chắc chắn về vị trí của họ trên đường băng cho đến khi vụ va chạm xảy ra tại nơi giao cắt giữa đường băng và đường lăn phụ thứ tư (C-4).

Đồ họa toàn cảnh sân bay Los Rodeos, đường lăn, và máy bay KLM - Pan Am. Ngôi sao màu đỏ là vị trí va chạm.

Để rẽ vào đường lăn thứ ba, chiếc máy bay Boeing 747 phải thực hiện một góc rẽ là 148° và hướng thẳng vào nhà chứa máy bay vẫn rất đông đúc. Tại điểm cuối C-3, chiếc máy bay phải rẽ tiếp một góc 148° để tiếp tục lăn trên đường lăn chính về điểm đầu đường băng. Trong khi đó, đường lăn C-4 chỉ yêu cầu hai góc rẽ 35°. Một nghiên cứu được thực hiện bởi Hiệp hội Phi công Hoa Kỳ (ALPA) sau khi tai nạn xảy ra đã kết luận rằng việc thực hiện một góc rẽ 148° là "không thiết thực". Một phần trong kết quả điều tra Hà Lan nói rằng vẫn có thể thực hiện được các góc rẽ này với các tính toán về hiệu năng khi điều dẫn một chiếc B747 trên đường lăn tương tự C-3 của sân bay Tenerife. Báo cáo chính thức của cơ quan chức năng Tây Ban Nha giải thích rằng kiểm soát viên không lưu chỉ dẫn máy bay Pan Am rẽ vào đường lăn thứ ba bởi vì đây là đường lăn rời đường băng sớm nhất mà không có vật cản ở đầu kia của nó.

### Điều kiện thời tiết tại Los Rodeos
Sân bay Tenerife / Los Rodeos nằm ở độ cao 633 mét (2.077 foot) so với mặt nước biển và hoạt động của mây có phần khác biệt so với tại các sân bay khác. Các đám mây cao 600 m (2.000 ft) so với mặt biển bay là là trên mặt đất sân bay Los Rodeos. Những đám mây dày trượt xuống làm giảm tầm nhìn xuống mức tối thiểu. Vụ va chạm đã xảy ra trong một đám mây dày đặc.
Ngay khi rẽ vào đường băng, tổ lái Pan Am phát hiện tầm nhìn bị giảm nhanh đáng kể. Theo báo cáo của ALPA, khi máy bay Pan Am chạy lăn trên đường băng, tầm nhìn vào khoảng 500 m (1.600 ft). Nhưng rất nhanh sau đó tầm nhìn giảm xuống thấp hơn 100 m (330 ft).
Trong lúc đó, máy bay KLM vẫn còn có tầm nhìn tốt. "Máy bay KLM hoàn thành cú quay đầu 180 độ trong thời tiết tốt và vào vị trí trên đường băng 30. Đám mây kế tiếp cách họ 900 m (3.000 ft) trên đường băng và bay về phía chiếc máy bay với tốc độ 12 knot (6 mét trên giây)".

### Phi công chuyến bay
KLM: Cơ trưởng Jacob Louis Veldhuyzen van Zanten, cơ phó Klaas Meurs, kỹ sư Willem Schreuder.
Pan Am: Cơ trưởng Victor Grubbs, cơ phó Robert Bragg, kỹ sư George Warns.

### Hiểu lầm trong giao tiếp
17:01:57.0
RADIO PANAM(c/p): Tenerife the Clipper one seven three six.
(17:02:00.2) 17:02:01.8
THÁP TENERIFE: Clipper one seven three six Tenerife.
17:02:03.6
PanAm Radio(c/p): Ah- We were instructed to contact you and also to taxi down the runway, is that correct?
(17:02:07.4) 17:02:08.4
THÁP TENERIFE: Affirmative, taxi into the runway and -ah leave the runway third, third to your left.
17:02:16.4
RADIO PANAM(c/p): Third to the left, O.K.
(17:02.18.3) 17:02:18.4
KỸ SƯ BAY PANAM: Third he said. CAM-? Three.
17:02:20.6
THÁP TENERIFE: -ird one to your left.
17:02:21.9
CƠ TRƯỞNG PANAM: I think he said first.
17:02:26.4
CƠ PHÓ PANAM: I'll ask him again.CAM-?* * *
17:02:32.2
CƠ PHÓ PANAM: Left turn.
17:02:33.1
CƠ TRƯỞNG PANAM: I don't think they have take-off minimums anywhere right now.
17:02:39.2
CƠ TRƯỞNG PANAM: What really happened over there today?
17:02:41.6
CAM-4: They put a bomb (in) the terminal, Sir, right where the check-in counters are.
17:02:46.6
CƠ TRƯỞNG PANAM: Well we asked them if we could hold and -uh- I guess you got the word, we landed here **CAM-?* * *
17:02:49.8
THÁP TENERIFE: KLM four eight zero five how many taxiway -ah- did you pass?
17:02:55.6
KLM (Radio): I think we just passed charlie four now.
17:02:59.9
THÁP TENERIFE: O.K.... at the end of the runway make one eighty and report -ah- ready -ah- for ATC clearance.
17:03:09.3
CƠ PHÓ PANAM: The first one is a ninety degree turn.
17:03:11.0
CƠ TRƯỞNG PANAM: Yeah, O.K.
17:03:12.1
CƠ PHÓ PANAM: Must be the third... I'll ask him again.
17:03:14.2
CƠ TRƯỞNG PANAM: O.K.
17:03:16.6
CƠ TRƯỞNG PANAM: We could probably go in it's ah...
17:03:19.1
CƠ TRƯỞNG PANAM: You gotta make a ninety degree turn.
17:03:21.6
CƠ TRƯỞNG PANAM: Yeah, uh.
17:03:21.6
CƠ PHÓ PANAM: Ninety degree turn to get around this... this one down here it's a forty five.
17:03:29.3
PanAm Radio (c/p): Would you confirm that you want the clipper one seven three six to turn left at the third intersection?
(17:03:35.4) 17:03:35.1
CƠ TRƯỞNG PANAM: One, two.
17:03:36.4
THÁP TENERIFE: The third one, sir, one; two, three, third, third one
(17:03:38.3) 17:03:38.3
CAM-?: One two (four).
17:03:39.0
CƠ TRƯỞNG PANAM: Good.
17:03:40.1
CƠ TRƯỞNG PANAM: That's what we need right, the third one.
17:03:42.9
KỸ SƯ BAY PANAM: Uno, dos, tres.
17:03:44.0
CƠ TRƯỞNG PANAM: Uno, dos, tres.
17:03:44.9
KỸ SƯ BAY PANAM: Tres - uh - si.
17:03:46.5
CƠ TRƯỞNG PANAM: Right.
17:03:47.6
KỸ SƯ BAY PANAM: We'll make it yet.
17:03:47.6
THÁP TENERIFE: ...er seven one three six report leaving the runway.
17:03:49.1
CƠ PHÓ PANAM: Wing flaps?
17:03:50.2
CƠ TRƯỞNG PANAM: Ten, indicate ten, leading edge lights are green.
17:03:54.1
CAM-?: Get that.
17:03:55.0
RADIO PANAM(c/p): Clipper one seven three six
(17:03:56.4) 17:03:56.5
CƠ PHÓ PANAM: Yaw damp and instrument?
17:03:58.6
CƠ TRƯỞNG PANAM: Ah- Bob we'll get a left one.
17:03:59.3
CƠ PHÓ PANAM: I got a left.
17:04:00.6
CƠ TRƯỞNG PANAM: Did you?
17:04.00.9
CƠ PHÓ PANAM: And -ah- need a right.
17:04:02.6
CƠ TRƯỞNG PANAM: I'll give you a little.
17:04:03.8
CƠ PHÓ PANAM: Put a little aileron in this thing.
17:04:05.0
CƠ TRƯỞNG PANAM: O.K., here's a left and I'll give you a right one right here.
17:04:09.7
CƠ TRƯỞNG PANAM: O.K. right turn right and left yaw.
17:04:11.4
CƠ PHÓ PANAM: Left yaw checks.
17:04:12.4
CƠ TRƯỞNG PANAM: O.K., here's the rudders.
17:04:13.6
CƠ TRƯỞNG PANAM: Here's two left, centre, two right centre.
17:04:17.8
CƠ PHÓ PANAM: Checks.
17:04:19.2
CƠ PHÓ PANAM: Controls.
17:04:19.6
CƠ TRƯỞNG PANAM: Haven't seen any yet!
17:04:20.3
CƠ PHÓ PANAM: I haven't either.
17:04:21.7
CƠ TRƯỞNG PANAM: They're free, the indicators are checked.
17:04:24.6
CƠ PHÓ PANAM: There's one.
17:04:25.8
CƠ TRƯỞNG PANAM: There's one.
17:04:26.4
CƠ TRƯỞNG PANAM: That's the ninety degree.
17:04:28.5
CAM-?: O.K.
17:04:34.5
CAM-?***
CƠ PHÓ PANAM: Weight and balance finals?
17:04:37.7
CAM (Âm thanh của bộ ổn định).
(17:04:44.8) 17:04:37.2
CƠ TRƯỞNG PANAM: We were gonna put that on four and a half.
17:04:39.8
KỸ SƯ BAY PANAM: We got four and a half and we weigh five thirty four. (âm thanh của bộ ổn định)
17:04:44.6
CƠ PHÓ PANAM: Four and a half on the right.
17:04:46.8
CƠ PHÓ PANAM: Engineer's taxi check.
17:04:48.4
KỸ SƯ BAY PANAM: Taxi check is complete.
17:04:50.5
CƠ PHÓ PANAM: Take-off and departure briefing?
17:04:52.1
CƠ TRƯỞNG PANAM: O.K., it'll be standard, we gonna go straight out there till we get thirty five hundred feet then we're gonna make that reversal and go back' out to * fourteen.
17:04:58.2
THÁP TENERIFE: -m eight seven zero five and clipper one seven... three six, for your information, the centre line lighting is out of service. (Tín hiệu đến THÁP TENERIFE tuy vẫn nghe được nhưng bị gián đoạn.)
17:05:05.8
KLM (Radio): I copied that.
17:05:07.7
PanAm Radio (c/p): Clipper one seven three six.
17:05:09.6
CƠ TRƯỞNG PANAM: We got centre line markings (* only) (could be "don't we) they count the same thing as... we need eight hundred metres if you don't have that centre line... I read that on the back (of this) just a while ago.
17:05:22.0
CƠ TRƯỞNG PANAM: That's two.
17:05:23.5
KỸ SƯ PANAM: Yeh, that's forty-five there.
17:05:25.7
CƠ TRƯỞNG PANAM: Yeh.
17:05:26.5
CƠ PHÓ PANAM: That's this one right here.
17:05:27.2
CƠ TRƯỞNG PANAM: (Yeh) I know.
17:05:28.1
INGENIEUR DE VOL PANAM: O.K.
17:05:28.5
KỸ SƯ BAY PANAM: Next one is almost a forty-five, huh yeh.
17:05:30.6
CƠ TRƯỞNG PANAM: But it goes...
17:05:32.4
CƠ TRƯỞNG PANAM: Yeh, but it goes... ahead, I think (it's) gonna put us on (the) taxiway.
17:05:35.9
KỸ SƯ BAY PANAM: Yeah, just a little bit yeh.
17:05:39.8
CAM-?: O.K., for sure.
17:05:40.0
CƠ PHÓ PANAM: Maybe he, maybe he counts these (are) three. CAM-? Huh.
17:05:44.8
CAM-?: I like this.
17:05:44.8
KLM (Radio): Uh, the KLM... four eight zero five is now ready for take-off... uh and we're waiting for our ATC clearance.
17:05:53.4
THÁP TENERIFE: KLM eight seven * zero five uh you are cleared to the Papa Beacon climb to and maintain flight level nine zero right turn after take-off proceed with heading zero four zero until intercepting the three two five radial from Las Palmas VOR.
(17:06:08.2) 17:06:09.6
KLM (Radio): Ah roger, sir, we're cleared to the Papa Beacon flight level nine zero, right turn out zero four zero until intercepting the three two five and we're now (at take-off).
(17:06:17.9) 17:06:13.0
CƠ TRƯỞNG KLM: We gaan. (We're going)
17:06:18.19
THÁP TENERIFE: OK.
17:06:19.3
PanAm Radio(c/p): No.. eh.
17:06:20.08
THÁP TENERIFE: Stand by for take-off, I will call you.
17:06:20.3
PanAm Radio(c/p): And we're still taxiing down the runway, the clipper one seven three six.
17:06:19.39 - 17:06:23.19
Đoạn âm thanh này giữa RDO và THÁP TENERIFE tạo ra âm thanh rè rè trong buồng lái KLM và tổ bay KLM không nghe thấy thông điệp này.
17:06:25.6
THÁP TENERIFE: Roger alpha one seven three six report when runway clear.
17:06:29.6
PanAm Radio(c/p): OK, we'll report when we're clear.
THÁP TENERIFE: Thank you.
17:06:32.43
KỸ SƯ BAY KLM: Is hij er niet af dan? (Nó ra khỏi đường băng chưa?)
17:06:34.1
CƠ TRƯỞNG KLM: Wat zeg je? (Ông nói gì?)
17:06:34.15
KLM-?: Yup.
17:06:34.7
KỸ SƯ BAY KLM: Is hij er niet af, die Pan American? (Chiếc Pan American chưa ra khỏi đường băng phải không?)
17:06:35.7
CƠ TRƯỞNG KLM: Jawel. (Ừ.)
17:06:40.0
CƠ TRƯỞNG PanAm nhìn thấy ánh đèn hạ cánh của chiếc KLM trên đường băng cách 700 m.
CƠ TRƯỞNG PANAM: There he is... look at him. Goddamn that son of a bitch is coming!
CƠ PHÓ PANAM: Get off! Get off! Get off!
17:06:43.4
KLM FIRST OFFICER: Vee-one.
17:06:44.0
PH-BUF (KLM 4805) bắt đầu rẽ
17:06:47.44
CƠ TRƯỞNG KLM: [Hét]
17:06:50.0
N736PA (Pan Am 1736): Máy ghi lại âm thanh của vụ va chạm

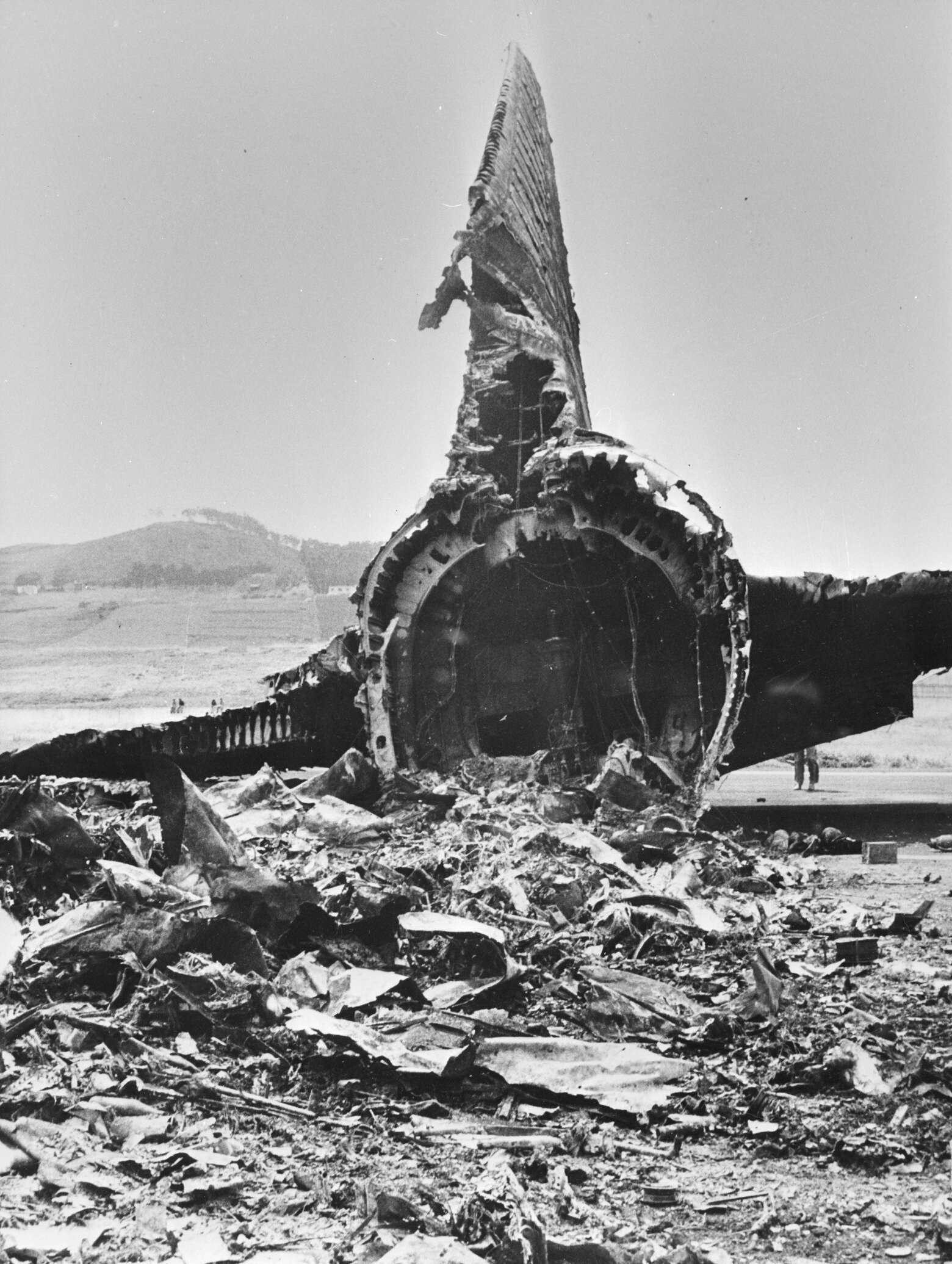
Xác chiếc KLM trong vụ tai nạn

Ngay sau khi vào vị trí, cơ trưởng KLM đẩy cần lái tới trước và máy bay bắt đầu di chuyển. Cơ phó nhắc ông rằng chưa có lệnh cất cánh từ đài không lưu, và cơ trưởng Veldhuyzen van Zanten trả lời, "Tôi biết rồi. Hỏi lại đi." Cơ phó Meurs hỏi lại đài không lưu rằng họ đã "sẵn sàng cất cánh" và "đợi lệnh từ ATC". Tổ bay KLM sau đó được hướng dẫn đường bay sau khi cất cánh. Trong hướng dẫn sử dụng từ "takeoff", nhưng không nói rõ ràng rằng họ được phép cất cánh.
Meurs đọc lại yêu cầu bay cho đài không lưu, kết thúc bằng "We're now at takeoff." ("Chúng tôi đang ở vị trí cất cánh."). Cơ trưởng Veldhuyzen van Zanten ngắt báo cáo lại của cơ phó bằng câu "Chúng ta đi thôi."
Nhân viên kiểm soát không lưu không thể nhìn thấy đường băng vì màn mây mù, đã trả lời họ bắt đầu bằng "OK" (câu trả lời không chuẩn), khiến cơ trưởng KLM càng tưởng nhầm rằng họ đã có đường băng trống và được phép cất cánh. Kiểm soát viên trả lời "OK" cho câu nói của cơ phó rằng họ "đang ở vị trí cất cánh" (đồng thời cũng là câu báo cáo không chuẩn) có thể vì nhân viên này hiểu lầm họ đang ở vị trí cất cánh và sẵn sàng chạy đà để cất cánh khi được phép, trong khi máy KLM thực chất đã sẵn sàng và đang trong quá trình chạy đà để cất cánh. Nhân viên này ngay sau đó nói thêm, "stand by for takeoff, I will call you," ("hãy chờ, tôi sẽ gọi",) cho biết rằng ông này thông báo đường băng trống không có nghĩa là cho phép máy bay cất cánh.
Một cuộc gọi đồng thời đến đài không lưu qua sóng radio từ tổ bay Pan Am đã làm cắt ngang tín hiệu đến buồng lái của máy bay KLM, tạo ra đoạn âm thanh rè rè dài ba giây. Điều này đã khiến tổ bay KLM bỏ lỡ phần sau quan trọng của phản hồi từ đài kiểm soát không lưu. Báo cáo của máy bay Pan Am là "Chúng tôi vẫn đang chạy trên đường băng, chiếc Clipper 1736 ấy!". Tổ bay KLM cũng không nghe được thông tin này. Nếu bất kì một trong hai đoạn âm thanh đến được buồng lái KLM, tổ bay đã nắm được tình hình và đã có thời gian để hủy cất cánh.
Vì màn sương dày đặc, cả hai máy bay đều không thể nhìn thấy nhau trên đường băng trước mặt. Thêm vào đó, đài kiểm soát không lưu cũng không nhìn thấy cả hai chiếc máy bay, cũng như sân bay đã không được lắp đặt hệ thống ra đa mặt đất.
Sau khi máy bay KLM đã bắt đầu chạy đà trên đường băng, tháp không lưu yêu cầu tổ bay Pan Am "thông báo khi đã ra khỏi đường băng". Tổ bay Pan Am đáp: "OK, chúng tôi sẽ thông báo khi ra khỏi đường băng". Nghe thấy điều này, kỹ sư Willem Schreuder bày tỏ nghi ngại rằng Pan Am chưa lăn khỏi đường băng, và hỏi cơ trưởng van Zanten trong buồng lái: "Nó chưa ra khỏi đường băng à ?", van Zanten nói: "Anh vừa nói gì ?, kỹ sư Schreuder nói tiếp: "Nó chưa ra khỏi đường băng à, chiếc Pan American ấy?" Veldhuyzen van Zanten trả lời mạnh bạo "Ừ, đúng" và tiếp tục điều khiển máy bay cất cánh.

### Vụ va chạm

Bản đồ đơn giản của đường băng, các đường lăn và máy bay. Ngôi sao đỏ là vị trí va chạm. Không theo tỉ lệ.

Theo hộp đen, cơ trưởng Grubbs của máy bay Pan Am, nói rằng, "There he is." ("Nó kia kìa.") khi ông nhìn thấy đèn báo hạ cánh của máy bay KLM qua màn sương khi máy bay của ông tiếp cận đường thoát C-4. Khi nhận thấy chiếc KLM đang tiếp cận với tốc độ cất cánh, Grubbs thốt lên, "Chết tiệt, con quỷ đó đang lao thẳng về phía chúng ta!" trong khi cơ phó Robert Bragg hét lên, "Đi ra! Đi ra! Đi ra!". Tổ bay Pan Am tăng hết tốc lực và rẽ thật nhanh sang trái, lao lên bãi cỏ nhằm tránh một vụ va chạm. Khi cơ trưởng Veldhuyzen van Zanten nhận ra chiếc Pan Am trên đường băng trước mặt, máy bay của ông đã lao đi quá nhanh, không thể dừng lại. Trong tuyệt vọng, ông điều khiển chiếc máy bay bay lên và rẽ sang hướng khác khiến phần đuôi đập vào mặt đường băng kéo dài một đoạn 20 m (66 ft).
Khi rời khỏi mặt đất, chiếc KLM chỉ còn cách chiếc Pan Am 100 m (330 ft). Khi cất cánh, mũi nó vượt qua được thân máy bay Pan Am nhưng các động cơ, phần bụng và càng hạ cánh sau của nó đâm vào mạn phải bên trên của chiếc Pan Am với tốc độ 140 hải lý trên giờ (260 km/h; 160 mph), xé toạc toàn bộ phần thân trên của chiếc Pan Am. Động cơ bên phải của KLM đâm vào vị trí ngay phía sau buồng lái máy bay Pan Am.
Chiếc KLM bay lên không một khoảng ngắn sau cú va chạm, động cơ thứ nhất (bên ngoài bên trái) rơi ra khiến các mảnh vỡ bị hút vào động cơ thứ hai (bên trong bên trái) và làm hư hại cánh máy bay. Tổ lái gần như mất lái ngay tức thì và chiếc máy bay tròng trành trên không. Nó rơi xuống đất cách địa điểm va chạm khoảng 150 m (500 ft) rồi tiếp tục trượt một khoảng 300 m (1.000 ft) trên đường băng. Được bơm đầy nhiên liệu trước đó, chiếc Boeing 747 bắt lửa ngay tức thì.
Một người đã thoát nạn trên chuyến bay Pan Am, John Coombs từ Haleiwa, Hawaii, nói rằng ngồi ở phần mũi chiếc máy bay hẳn đã cứu anh: "Tất cả chúng tôi đã yên vị trên chỗ ngồi, rồi sau đó có một vụ nổ và toàn bộ phần mạn, mạn trái chiếc máy bay, bị xé toạc rất lớn."
Cả hai chiếc máy bay đều bị phá hủy hoàn toàn. Toàn bộ 234 hành khách và 14 nhân viên phi hành đoàn trên máy bay KLM đều thiệt mạng. Trên máy bay Pan Am, 326 hành khách và 9 nhân viên bay thiệt mạng, chủ yếu bởi lửa và vụ nổ gây ra bởi dầu tràn và bắt lửa trong cú va chạm. 56 hành khách và 5 nhân viên bay trên chuyến bay Pan Am sống sót, gồm cả các phi công và kỹ sư bay. Những người sống sót chui ra khỏi máy bay Pan Am qua những lỗ thủng trên thân máy bay, ra cánh trái của máy bay. Động cơ chiếc Pan Am vẫn còn hoạt động trong vài phút sau tai nạn mặc dù cơ phó Bragg đã cố gắng tắt nó đi. Phần trên của buồng lái, nơi có các công tắc điều khiển động cơ, đã bị phá hủy trong cú va chạm, khiến tổ lái không thể nào điều khiển hệ thống bay được nữa. Các hành khách sống sót chờ đợi cứu hộ, nhưng lực lượng cứu hộ đã không đến ngay lập tức, vì ban đầu họ không biết rằng có đến hai máy bay trong vụ tai nạn và đã tập trung hơn vào đống đổ nát của máy bay KLM cách đó một màn sương dày.
Cơ trưởng Veldhuyzen van Zanten là hướng dẫn viên trưởng huấn luyện bay của KLM. Ảnh của ông được dùng trong các quảng cáo tạp chí, gồm cả tạp chí bay trên chiếc PH-BUF. Vì vậy, KLM cho rằng ông nên tham gia vào công cuộc điều tra, trước khi biết rằng ông đã thiệt mạng trong vụ tai nạn.

## Điều tra
Khoảng 70 nhà điều tra từ Tây Ban Nha, Hà Lan, Hoa Kỳ và hai công ty hàng không đã tham gia quá trình điều tra. Kiểm tra đoạn ghi âm trong hộp đen cho thấy phi công của KLM đã tin rằng ông đã có đường băng trống và được cất cánh, trong khi tháp không lưu Tenerife cho rằng chiếc máy bay KLM 747 đang nằm ở đầu đường băng và đợi lệnh cất cánh. Có vẻ như rằng cơ phó của KLM đã không hiểu rõ về "take-off clearance" (trạng thái đường băng trống trải, được phép cất cánh) như cơ trưởng.
Sau vụ tai nạn, cơ phó Robert Bragg, người chịu trách nhiệm giao tiếp qua radio trên chuyến bay Pan Am, đưa ra thông cáo mâu thuẫn với tổ bay Pan Am trên bản ghi chính thức trong hộp đen. Trong phim tài liệu Crash of the Century (cùng nhà sản xuất với Mayday), ông nói rằng vào thời điểm đó, ông tin tháp không lưu yêu cầu ông rẽ máy bay vào đường thoát thứ tư C-4 bởi vì kiểm soát viên nói rằng "cái thứ ba, thưa ngài; một, hai, ba, cái thứ ba" sau khi máy bay Pan Am đã chạy qua C-1 (khiến C-4 trở thành đường thoát thứ ba tính từ đây).

### Các nguyên nhân khả dĩ
Cuộc điều tra kết luận nguyên nhân chính dẫn đến tai nạn là do cơ trưởng Veldhuyzen van Zanten đã cất cánh trước khi được cho phép. Các nhà điều tra đưa ra nguyên nhân dẫn đến sai lầm này của ông là do ông muốn rời càng sớm càng tốt để không vi phạm quy định giờ làm việc của KLM, và trước khi thời tiết chuyển biến xấu hơn nữa.
Các yếu tố quan trọng khác góp phần dẫn đến tai nạn:
- Màn sương mờ đột ngột làm giảm tầm nhìn. Tháp điều khiển và tổ bay của hai máy bay đã không thể nhìn thấy nhau.
- Sự can thiệp vào sóng radio đã khiến các thông điệp quan trọng không được nghe rõ ràng.

Mô phỏng của vụ va chạm, với chiếc máy bay Pan Am (trái) đang cố gắng quay đầu trong khi máy bay KLM (phải) đang cất cánh.

Các yếu tố sau được coi là góp phần gây ra tai nạn, nhưng không quan trọng:
- Việc sử dụng các cách nói mơ hồ không theo chuẩn của cơ phó KLM ("We're at takeoff") và tháp điều khiển không lưu Tenerife ("OK").
- Máy bay Pan Am đã không rời khỏi đường băng theo đường C-3.
- Sân bay đã phải đáp ứng một lượng lớn máy bay (do lo ngại về nguy cơ bom), dẫn đến việc sử dụng đường lăn không đúng cách.[27]

### Phản ứng của Hà Lan
Giới chức Hà Lan miễn cưỡng chấp nhận bản báo cáo của Tây Ban Nha cho rằng cơ trưởng KLM đã gây ra vụ tai nạn. Cơ quan Hàng không dân dụng Hà Lan đã cho xuất bản một báo cáo, trong đó tuy thừa nhận rằng chiếc máy bay đã cất cánh "sớm", cũng không thể trách một mình ông vì có sự "hiểu lầm qua lại" giữa tháp điều phối và tổ bay KLM, và các hạn chế của việc sử dụng sóng vô tuyến nên được xem xét thấu đáo hơn.
Báo cáo của Hà Lan chỉ ra rằng:
- Việc sân bay quá đông đúc đã tạo ra áp lực làm việc cao hơn cho tất cả các bên, KLM, Pan Am, và nhân viên điều phối;
- Các âm thanh được ghi lại trong hộp đen cho thấy rằng trong thời điểm xảy ra vụ tai nạn, nhân viên kiểm soát không lưu đang nghe một trận bóng đá trên đài, và việc này có khả năng đã làm họ xao lãng;
- Giao tiếp giữa tháp điều khiển và máy bay KLM trong việc cất cánh quá mơ hồ và đã làm các phi công tưởng rằng họ được phép cất cánh. Các nhà điều tra Hà Lan đưa ra bằng chứng rằng các thông báo của máy bay Pan Am: "Không! Hả?" và "Chúng tôi vẫn đang chạy trên đường băng, chiếc Clipper 1736 ấy!" chỉ ra rằng cơ trưởng Grubbs và cơ phó Bragg đã nhận ra sự mơ hồ trong các thông báo (tuy nhiên câu nói này không được cả máy bay KLM lẫn đài kiểm soát không lưu nghe thấy do giao tiếp đồng thời);
- Chiếc Pan Am đã chạy qua lối thoát thứ ba. Nếu chiếc máy bay rẽ thoát khỏi đường băng bằng lối thoát thứ ba như được chỉ dẫn, tai nạn đã không xảy ra.[2][28]

Mặc dù ban đầu không đồng ý phần lỗi thuộc về cơ trưởng Veldhuyzen van Zanten và tổ bay, hãng hàng không thừa nhận trách nhiệm vụ tai nạn. KLM đã bồi thường cho nạn nhân hoặc gia đình của họ các khoản phí từ $58.000 đến $600.000. Toàn bộ chi phí cho hàng hóa và hư hại gây ra là $110 triệu (trung bình $189.000 mỗi nạn nhân, do hạn chế đặt ra bởi Công ước bồi thường châu Âu có hiệu lực tại thời điểm đó).

### Các suy đoán
Đây là một trong những vụ tai nạn đầu tiên mà trong công tác điều tra có nhắc đến và nghiên cứu "yếu tố con người". Các yếu tố con người bao gồm:
- Đây là một trong những chuyến bay đầu tiên của cơ trưởng Veldhuyzen van Zanten sau sáu tháng đào tạo phi công mới trên máy bay mô phỏng. Hoạt động này yêu cầu ông giữ nhiều vai trò (gồm cả ATC).[7]
- Kỹ sư bay và cơ phó tỏ ra nghi ngại khi trao đổi với cơ trưởng Veldhuyzen van Zanten. Theo cuộc điều tra chính thức, điều này là do cơ trưởng không chỉ là phi công kỳ cựu mà còn là một trong số người được kính trọng nhất làm việc cho hãng hàng không.[7][31]
- Lý do chỉ có kỹ sư của máy bay KLM phản hồi thông điệp qua sóng vô tuyến "OK, chúng tôi sẽ thông báo khi ra khỏi đường băng" có thể bởi vì khi ông kiểm tra xong danh sách trước bay, các đồng nghiệp của ông đang chịu áp lực làm việc lớn, đồng thời lúc đó tầm nhìn giảm đáng kể, làm tình hình xấu hơn.[32]
- Nhóm nghiên cứu ALPA kết luận rằng tổ bay KLM đã không nhận ra thông điệp "Papa Alpha một bảy ba sáu báo cáo khi ra khỏi đường băng" là nhắm đến máy bay kia bởi đây là thời điểm duy nhất chiếc Pan Am được nhắc đến bằng cái tên này. Trước đó, chiếc máy bay được gọi bằng "Clipper một bảy ba sáu".[33]

Lượng nhiên liệu tiếp thêm vào máy bay KLM đã:
- gây trì hoãn việc cất cánh 35 phút, tạo thời gian cho mây mờ tràn vào sân bay;
- khiến máy bay nặng hơn bốn mươi tấn[34] làm tăng cự ly cất cánh và khiến chiếc máy bay không thể cất cánh theo nỗ lực của van Zanten;
- làm tăng quy mô của vụ cháy, giết chết toàn bộ hành khách trên máy bay.[35][36][37]

## Các thay đổi về độ an toàn
Sau tai nạn, những thay đổi lớn đã được áp dụng vào quy định hàng không quốc tế và cho các máy bay. Các cơ quan hàng không trên thế giới yêu cầu bắt buộc sử dụng các cách nói tiêu chuẩn và chú trọng nhiều hơn vào tiếng Anh như là ngôn ngữ làm việc chung. Ví dụ, ICAO sử dụng cụm "line up and wait" tức là yêu cầu máy bay tiến đến vị trí cất cánh nhưng chưa được phép cất cánh. Ngoài ra, nhiều tổ chức hàng không quốc gia bắt đầu xử phạt nặng các phi công không tuân theo chỉ thị từ đài kiểm soát không lưu. Các chỉ thị từ đài kiểm soát không còn chấp nhận cách nói như "OK" hoặc thậm chí "Roger" (có nghĩa là đã rõ thông điệp cuối cùng)), mà yêu cầu các phi công đọc lại chỉ thị đó để cho thấy cả hai bên đều hiểu rõ chỉ thị. Thêm vào đó, từ "takeoff" (cất cánh) chỉ được sử dụng khi lệnh cất cánh chính thức được ban hành. Trước lúc đó, cả tổ bay lẫn kiểm soát viên không lưu đều phải dùng từ "departure" thay thế. Các thủ tục trong buồng lái cũng thay đổi, khi mối quan hệ thứ bậc giữa các thành viên phi hành đoàn được bãi bỏ, nhấn mạnh tầm quan trọng của việc phối hợp giữa các thành viên để đưa ra quyết định cuối cùng.
Năm 1978, một sân bay thứ hai được khánh thành trên đảo Tenerife: sân bay Nam Tenerife (TFS). Hiện tại sân bay này phục vụ phần lớn các chuyến bay du lịch quốc tế. Sân bay Los Rodeos, đổi tên thành sân bay Tenerife Norte (TFN), được sử dụng chủ yếu cho các chuyến bay quốc nội và liên đảo. Chỉ đến năm 2002 khi nhà ga mới được mở cửa tại đây, sân bay mới phục vụ các chuyến bay quốc tế, gồm cả các hãng hàng không giá rẻ. Sau vụ tai nạn, giới chức Tây Ban Nha cũng đã cho lắp đặt hệ thống ra đa mặt đất tại Tenerife Norte.

## Tưởng niệm

Đài tưởng niệm thảm họa sân bay Tenerife
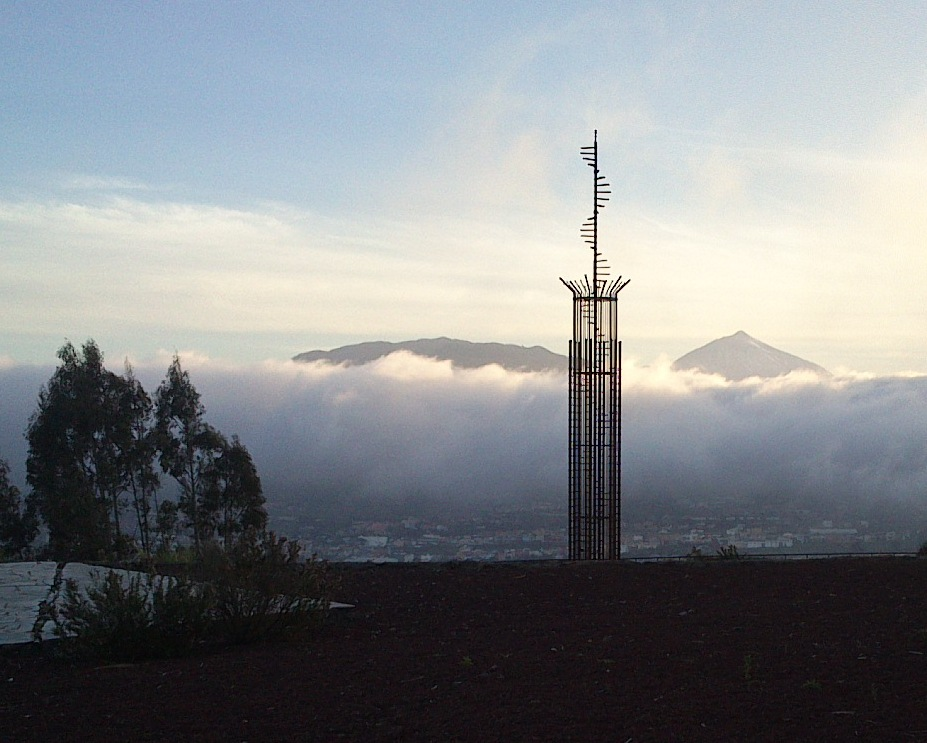
Đài tưởng niệm Tenerife
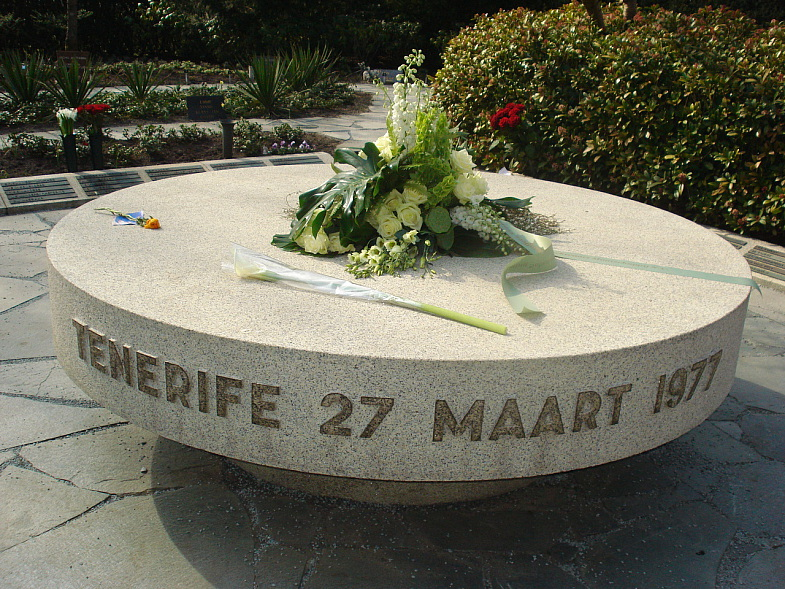
Nghĩa trang Westgaarde
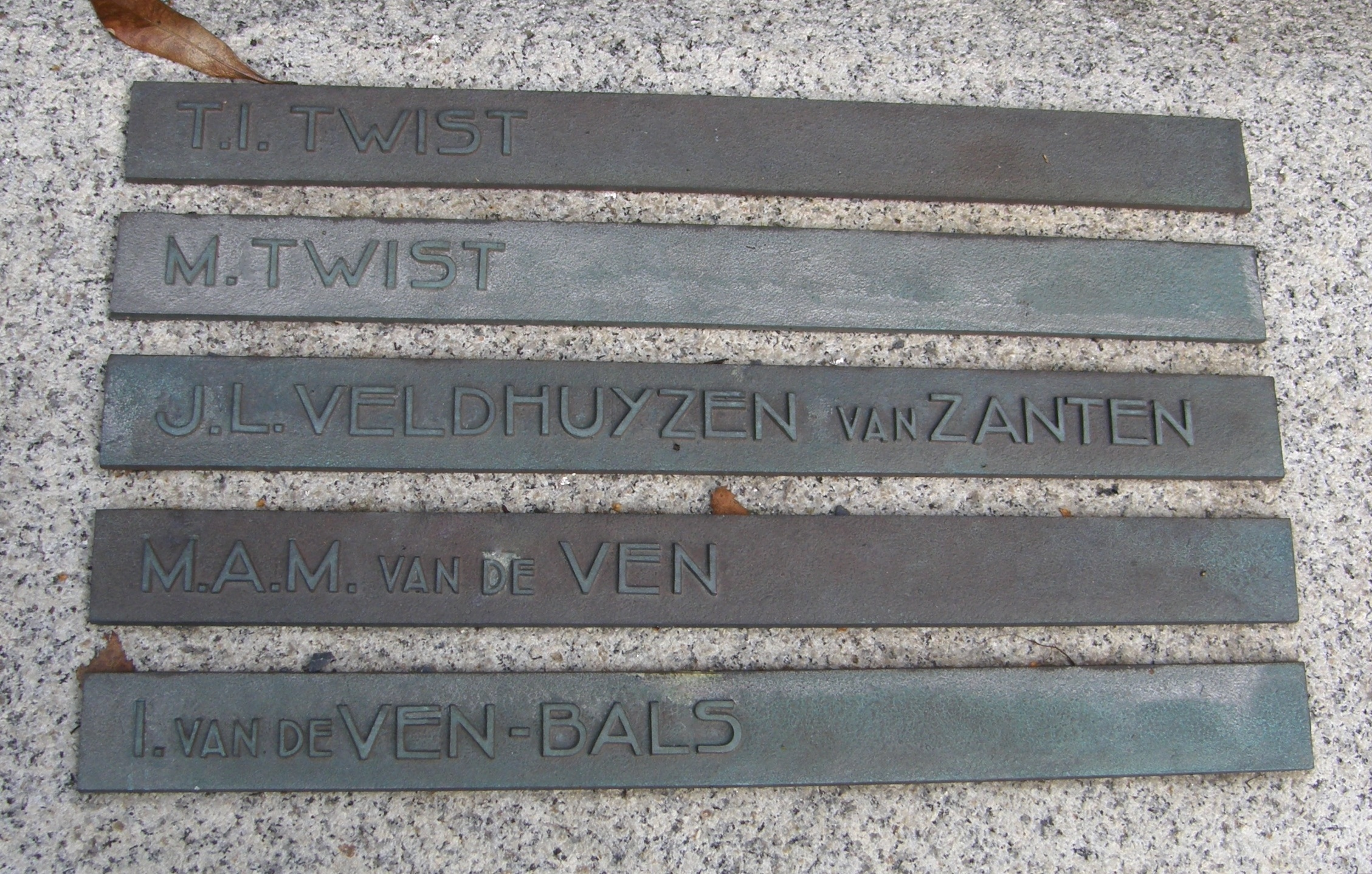
Mộ của cơ trưởng Jacob Veldhuyzen van Zanten
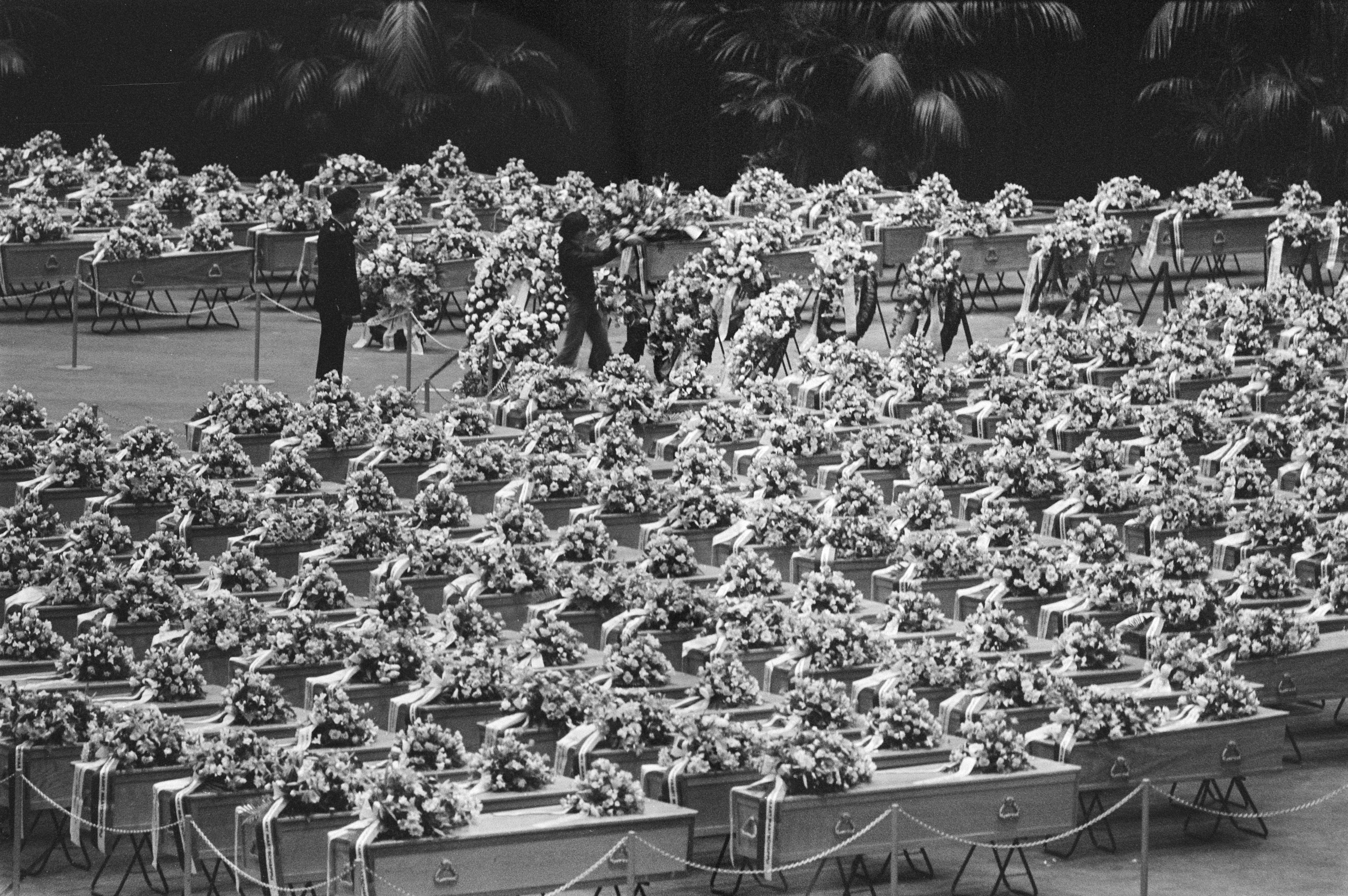
Lễ quốc tang 583 nạn nhân
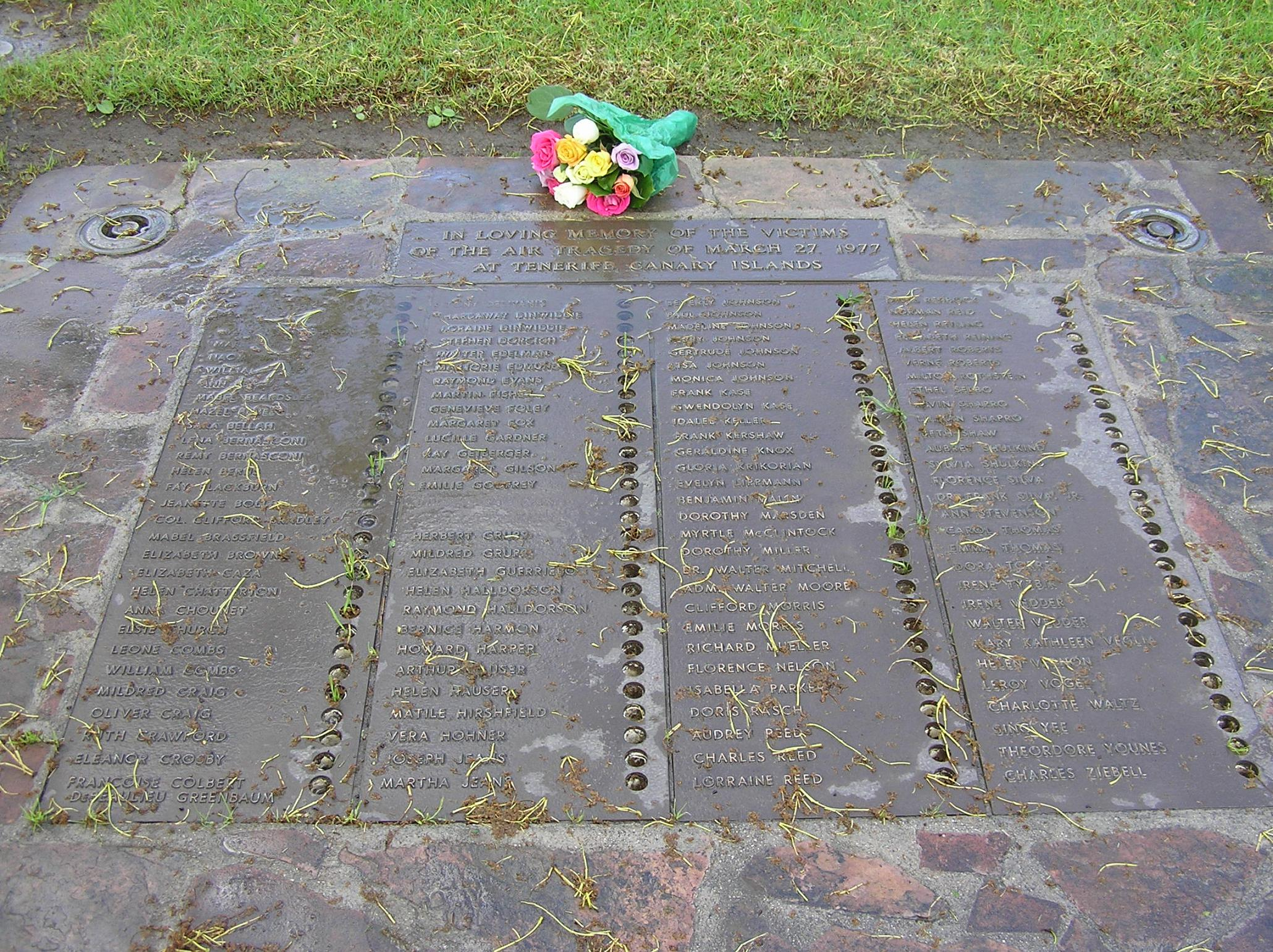
Tên các nạn nhân thiệt mạng (một phần) tại công viên tưởng niệm Westminster

Một đài tưởng niệm quốc gia Hà Lan và nơi an nghỉ cuối cùng cho các nạn nhân của KLM được đặt tại Amsterdam, tại nghĩa trang Westgaarde. Ngoài ra còn có một đài tưởng niệm tại Công viên tưởng niệm Westminster và Nhà xác ở Westminster, California.
Vào năm 1977, một cây thập tự ở Rancho Bernardo được dành riêng cho 19 người đã chết trong thảm họa.
Năm 2007, kỷ niệm 30 năm đánh dấu lần đầu tiên người thân và người giúp đỡ người Hà Lan và người Mỹ đến từ Tenerife tham gia một dịch vụ kỷ niệm quốc tế, được tổ chức tại Auditorio de Tenerife ở Santa Cruz. Đài tưởng niệm quốc tế Tenerife ngày 27 tháng 3 năm 1977, đã được khánh thành tại Mesa Mota. Tượng đài được thiết kế bởi nhà điêu khắc Hà Lan Rudi van de Wint.